# Митрофанов Федір Васильович
Федір Васильович Митрофанов (нар. 6 серпня 1916 — пом. 4 лютого 1945) — радянський військовий льотчик, Герой Радянського Союзу (1943).

## Біографія
Народився 6 серпня 1916 року в селі Пожня (зараз Великописарівський район Сумської області України) у селянській родині. Українець. Закінчив 7 класів та 1-й курс Харківського машинобудівного технікуму.
У Червоній Армії з 1936 року. У 1939 році закінчив Чугуївське військово-авіаційне училище.
Учасник німецько-радянської війни з червня 1941 року. Командир ескадрильї 445-го винищувального авіаційного полку (6-й винищувальний авіаційний корпус Військ ППО країни) старший лейтенант Ф.В.Митрофанов до листопада 1942 року здійснив 250 бойових вильотів, у 18 повітряних боях збив особисто 10 і в складі групи 3 літаки противника.
14 лютого 1943 року старшому лейтенанту Митрофанову Федору Васильовичу присвоєно звання Героя Радянського Союзу з врученням ордена Леніна і медалі «Золота Зірка» (№792).
4 лютого 1945 року майор Ф.В.Митрофанов загинув при виконанні бойового завдання в районі міста Ельбінг (Ельблонг, Польща).

## Вшанування пам'яті
У селі Пожня Герою встановлено бюст і пам'ятний знак, його ім'ям названі школа і вулиця.